# 扇一平
扇 一平（おうぎ いっぺい、本名：扇 逸平 - 読み同じ、1955年7月14日 - ）は、フリーアナウンサー。株式会社トミッシュジャパン代表。元文化放送アナウンサー。娘はシンガーソングライターの扇愛奈。

## 来歴
兵庫県西宮市生まれ。3歳の時に両親らとともに神奈川県藤沢市へ移住した。以来、湘南の海を見ながら育った。
藤沢市立鵠洋小学校、藤沢市立湘洋中学校、慶應義塾高等学校を経て、慶應義塾大学法学部法律学科を卒業した。1978年、文化放送にアナウンサーとして入社した。
アナウンス部、報道部デスク・警視庁キャップを経て、2007年にスポーツアナウンサーの集団スポーツ部へ復帰した。その後2011年12月に人事異動で編成局制作部所属アナウンサー兼プロデューサーとして活動した。定年退職後の2015年7月、株式会社トミッシュジャパンを設立し代表に就任した。ボウリングを通して「子どもたちの笑顔支援」「視覚障害者ボウリング支援」という社会貢献活動CSSを行なっている。
2019年より親友である全国化粧品日用品卸連合会（全卸連）会長の森友徳兵衛と共にプロボウラーへの試合支援、アマチュアシニアボウラーの元気を応援、ボウリング界を盛り上げようと、全卸連プレゼンツJPBA☆SSSカップを立ち上げ話題となる。2020年もコロナ禍でも第2回を成功させた。同時に扇一平はこのトーナメントのスカイAパーフェクトボウリングスペシャルの実況も行っている。

## 人物
声優としても、ハリウッド映画「ドリヴン」（シルベスタ・スタローンのレース映画）の頻繁に登場するレースアナウンサー役や、「プロジェクトA子」などのアニメ作品にも数多く出演している。
多芸としても知られる。
- モータースポーツはA級ライセンスを所持する。かつて文化放送が特別番組としてル・マン24時間レースを実況した。
- ボウリングはプロ級で湘南で桑田佳祐と共にレーンに立っており、担当の「辻よしなり ラジオグラフィティ」ではボウリング復興計画を推進した。全日本ボウリング協会から特別功労賞を受けた。また、ボウリング世界選手権にも出場したことがある。
- 天体観測も、学生の時に天体観測技術者の認定を学会から受けており、文化放送番組内で生中継したハレー彗星やしし座流星群の実況は高く評価された。
- ゴルフはシングルの腕前で、文化放送のゴルフ番組は扇一平が作り上げたとされる。テレビ・ラジオのアナウンサー達が一堂に会してのゴルフ大会での優勝も数多い。
- バイクも大好きで中国シルクロード2000キロをバイクで走破し、スペシャル番組まで作り上げ、バイク雑誌「ミスターバイク」の表紙を飾り特集までされた。
- 「OZ magazine」に恋愛小説の連載や、超能力アナウンサーが活躍する単行本「グーダラ・グダラ」を出版している。

## エピソード
- かつてクラブ歌手をしていたことがある。
- かつて後楽園球場で日本ハム対阪急戦の実況をしていた際、実況ブースでウェイン・ケージ（阪急ブレーブス）の打ったファウルボールの直撃を受けたことがある。
- 最初のアナウンス部時代にはスポーツ実況も担当していた（当時は現在とは異なり、スポーツアナウンサーもアナウンス部に所属していた）が、2007年から2011年のスポーツ部所属時はデスク業務やスタジオ担当が主で実況は担当しなかった。2008年北京オリンピック中継ジャパンコンソーシアムにもデスク担当で派遣されアナウンスはほとんど担当しなかった。
- 文化放送ライオンズナイターではスタジオ担当が多いが、2010年度にスタジオ担当だった時のライオンズは13勝12敗と高い勝率である（本人談）。
- 「ハッとミラクル!アイドルナイター」放送当時には一部の熱狂的なファンによるファンクラブが存在し、本人も公認していた。
- リスナーを大事にすることでも有名で、深夜放送「ヤングタウンAM」担当時には、はがきを投稿した1万人以上に直筆の返信をした。
- 当時のラジオ雑誌「ラジオマガジン」でのDJ人気投票では、文化放送看板アナウンサーだった吉田照美を抜いて全国ベストテン入りしたという。
- サザンオールスターズの桑田佳祐とは幼馴染であった。
- 近藤真彦から兄のように慕われており、近藤の結婚パーティーの司会をしたり、よく2人でバイクツーリングやドライブ、ゴルフをしていた。また、イベントなどで握手会をしない近藤を、番組の公開録音では扇のひとことで握手会をさせてしまうほどだった。
- 桑田や近藤のほかには、工藤夕貴、渡辺真知子、土屋圭市、ブラザー・コーン、神谷明、山口良一らと親交が深い。
- 本名の姓と名の切れ目がわかりづらく、銀行などで「せんいつ へい様」と呼ばれることがあったという（本人談）。
- 母校である慶應義塾創立150周年のお祭りでは、総合司会を務めた。

## 担当番組
- プロ野球ニュース（フジテレビONE）

## 過去の主な担当番組
- 菅野しろうのアナログ情報バラエティ　しろバラ（番組内のスポーツコーナー「すぽバラ!」「箱根駅伝への道」に、不定期出演）
- 扇一平 うるわしの夜（2008年4月24日）[1]
- Sunday Stylish Golf（2007年10月7日 - 2008年3月30日）
- 扇一平のミュージックパーク（2001年4月 - 2002年9月）
- ハッとミラクル!!アイドルナイター（1984年10月 - 1985年3月、1984年10月 - 1985年3月）
- 谷村新司の青春キャンパス
- ミスDJリクエストパレード
- カネボウニットサンデー 理恵と一平の音楽最高!
- 全国高校バンド合戦
- ぱぱらナイト
- モトレイディオ
- 近藤真彦サンデーMOTORADIO
- 近藤真彦くるまっち
- ジャックニクラウス勝利のゴルフ
- 吉田照美のやる気MANMAN!
- 桂竜也の夕焼けワイド
- ヤングタウンAM
- ル・マン24時間実況中継
- 近藤真彦 くるくるマッチ箱
- 戸張捷のモーニングゴルフ
- 玉川美沙 ハピリー
- Vividのビビッとナイト
- 電王戦×TOYOTA「リアル車将棋」（2005年2月8日、ニコニコ生放送）[2]司会

その他スポーツ番組など
- 文化放送ライオンズナイター、文化放送ホームランナイター
- 箱根駅伝
- 東京国際女子マラソン
- ソウルオリンピック派遣アナウンサー
- 北京オリンピック派遣デスクアナウンサー
- 岩本勉のまいどスポーツ（2019年11月11日放送分に「日本ボウリング機構外部理事」の肩書でゲスト出演）

プロデュース番組
- 山口良一笑顔が一番
- サンデーミュージックちゃった
- 戸張捷のモーニングゴルフ
- 江連忠のレディオ・ゴルフダイジェスト
- 辻よしなり ラジオグラフィティ
- ボウリング復興計画
- 今夜はそっとくりぃむれもん（ラジオアニメ番組の草分け大ヒット作　単行本・映画化）

テレビ出演
- 「週末の怪人」クリスマス特集　箱根のコペルニクス（日本テレビ）：主役の星の博士役
- 歌のトップテン（日本テレビ）

映画出演
- 機動警察パトレイバー2 the Movie[3]